# شاپرک‌های درودگر
شاپرک‌های درودگر (نام علمی: Cossidae) نام یک تیره از راسته پروانه‌سانان است.